# 2008 في لبنان
فيما يلي قوائم الأحداث التي وقعت خلال عام 2008 في لبنان.

## أحداث
- 25 مايو – الانتخابات الرئاسية اللبنانية 2008

## سياسة

### تعيين في المنصب
- 1 يوليو – إبراهيم نجار عضو مجلس النواب اللبناني.

## أفلام
من الأفلام التي صدرت هذه السنة في لبنان:
- 1 يناير – دخان بلا نار
- 1 يناير – سكر بنات من إخراج نادين لبكي.
- 1 يناير – فلافل من إخراج ميشيل كمون.

## برامج ومسلسلات وأنمي
- قمر بني هاشم

## موسيقى

### ألبومات
من الألبومات التي صدرت هذه السنة في لبنان:
- 22 أبريل – بتقول إيه من غناء ميريام فارس.

## وفيات

### فبراير
- 12 فبراير – عماد مغنية (مواليد 1962) سياسي لبناني.

### مايو
- 25 مايو – نادية أرسلان (مواليد 1949) ممثلة لبنانية.

### يوليو
- 28 يوليو – سوزان تميم (مواليد 1977) مغنية لبنانية.

### أغسطس
- 25 أغسطس – رندة الشهال (مواليد 1953) مخرجة أفلام لبنانية.